# Antonio Rincón (diplomático)
Antonio Rincón (m. Rivoli, 3 de julio de 1541), también conocido Antoine de Rincon, fue un diplomático nacido en España al servicio de Francia. Un influyente enviado del rey de Francia al sultán Solimán I del Imperio Otomano, realizó varias misiones a Constantinopla entre 1530 y 1541. Si bien era un diplomático eficaz, los enemigos de Rincón lo consideraban un renegado y algunos observadores posteriores lo criticarían por promover políticas maquiavélicas.

## Carrera

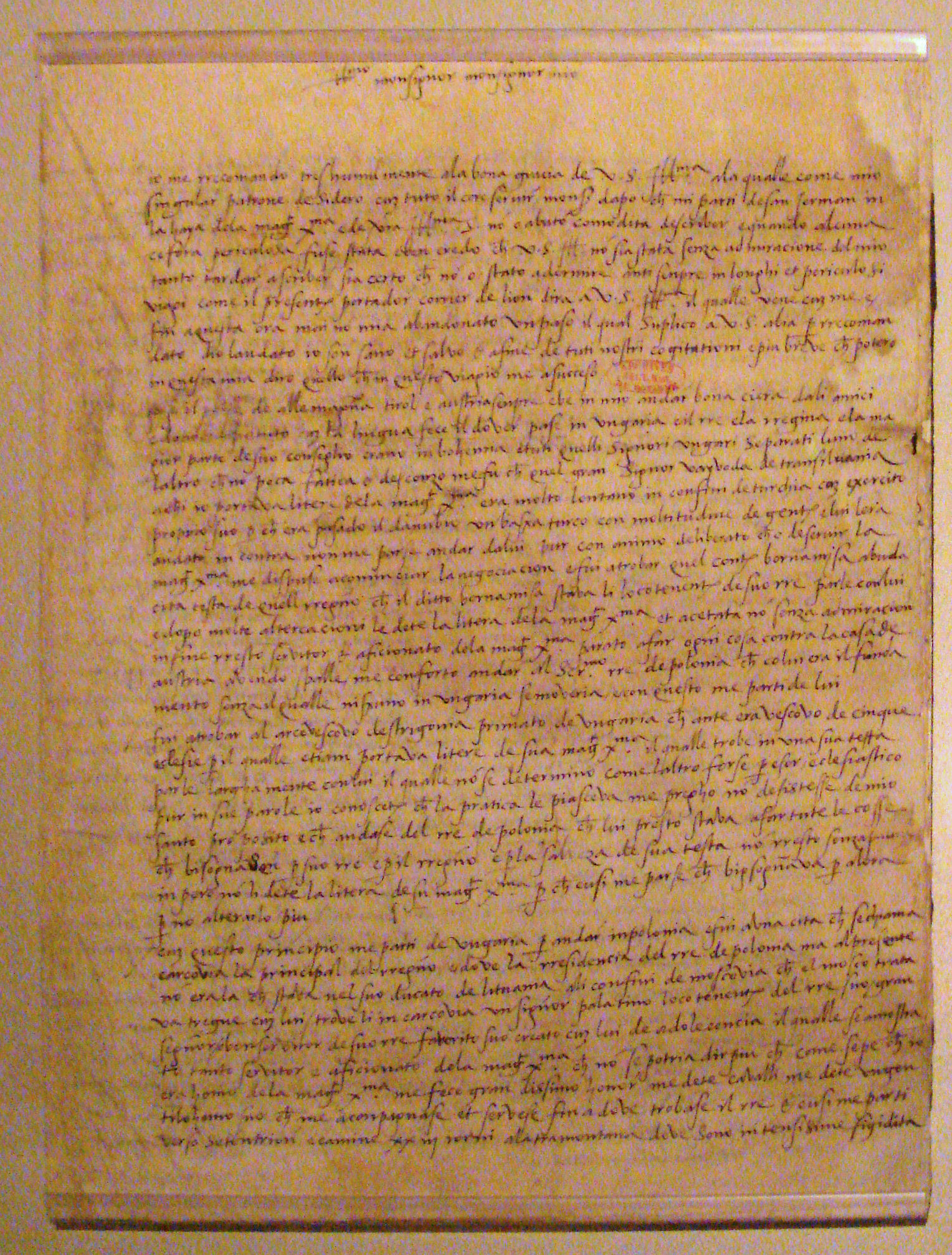
Carta de Antonio Rincon al almirante de Bonnivet, informando sobre sus misiones en Hungría y Polonia, 4 de abril de 1523.

Antonio Rincón fue contratado por Francia en varias misiones a Polonia y Hungría entre 1522 y 1525. En ese momento, después de la Batalla de Bicoca de 1522, Francisco I intentaba aliarse con el rey Segismundo I el Viejo de Polonia. : 312  Como Segismundo no mostró deseo de dialogar, Francisco I optó por apoyar a Juan Zápolya en Hungría. : 318  Una alianza franco-húngara se concluiría en 1528 mediante un tratado.
Antonio Rincón fue enviado por el rey Francisco I de Francia a la corte otomana en julio de 1530 aparentemente para negociar un acuerdo militar contra el emperador del Sacro Imperio Carlos V. También intentó negociar un préstamo otomano a la Corona francesa, pero se lo negó porque un musulmán no podía prestar dinero a los cristianos. : 698 
Rincón fue enviado nuevamente a la corte otomana en marzo de 1532. Le dijo a uno de sus amigos (el conde Guido Rangone, un soldado modenés cuya experiencia como ingeniero militar había quedado demostrada en la remodelación de las defensas de Pinerolo) que el rey de Francia le había encomendado varios encargos secretos, ninguno de los cuales pudo revelar, ya que el rey le había ordenado expresamente que no dijera una palabra sobre ellos "ni al Gran Maestre ni al Almirante de Francia, que se oponían a sus planes bélicos". . . "  De hecho, iba a intentar obtener una ofensiva otomana contra Italia, en lugar de la ofensiva contra Hungría que los otomanos estaban planeando. Después de una enfermedad, llegó demasiado tarde para cambiar sus planes. 
Jean de La Forêt se convirtió en el primer embajador francés oficial en la corte otomana en 1534. Rincón, a su vez, se convirtió en embajador oficial de Francia en la corte otomana de 1538 a 1541.
En enero de 1541, Rincón y su grupo llegaron de Constantinopla a Venecia, enfermos y cansados por el tormentoso viaje. Allí conoció a Lorenzo Gritti, un hijo superviviente del dux veneciano (su hermano Lodovico Gritti había muerto), y a un genovés llamado Cesare Fregoso. En su compañía, realizó el arriesgado viaje que "en aquellos tiempos de celos y división" separaba Venecia de París. Él y Fregoso fueron asesinados en julio en Rivoli cuando regresaban a Constantinopla. Las fuerzas imperiales aparentemente fueron responsables del asesinato, que violó los estándares establecidos de inmunidad diplomática. : 270  El evento desencadenó, o fue un excusa para la guerra italiana de 1542-1546 entre Francisco I y Carlos V.  : 270 